# Српско-бугарски рат (1885)
Српско-бугарски рат је био рат који је 14. новембра [по јулијанском 2. новембра] 1885. Србија објавила Бугарској, а чији је непосредни повод било уједињење Кнежевине Бугарске и Источне Румелије, које је извршено кршењем одлука Берлинског конгреса, а нa штету Србије и Срба који су живели на тим подручјима пре и током османске власти. Сматрајући да је то пореметило равнотежу на Балкану, краљ Милан је вршио притисак на бугарску дипломатију да се спорне одлуке пониште, а када му то није уродило плодом одлучио је да целу ствар реши ратом.
Међутим, боље наоружана и уз то боље мотивисана бугарска војска извојевала је победу на Сливници, да би убрзо потом пребацила рат на територију Србије, што је довело до пада Пирота и повлачења српске војске све до Ниша. Неочекивани успеси бугарске војске приморали су велике силе, у првом реду Аустроугарску, да се укључе у посредовању око потписивања примирја. Мир у Букурешту је закључен 3. марта 1886. године. Рат је донео знатне губитке и једној и другој страни, али није утицао на територијалне промене.
Главни разлог за српски неуспех било је лоше вођство и неадекватно управљање ратом од стране краља Милана. У рату је учествовала само трећина трупа Србије и краљ није дозволио најбољим српским генералима да управљају војском. Већи део српског становништва и елита било је против рата или није разумела разлоге за рат. Након пораза, Србија је извукла вредне лекције, преусмерила пажњу на простор Македоније и модернизовала своју војску и војну тактику.

## Увод
Стање створено Берлинским конгресом отежало је у највећој мери успостављање сарадње између балканских земаља на одбрани заједничких интереса. Деобу Санстефанске Велике Бугарске Бугари су примили као тешку неправду. Суседи Бугара, Срби и Грци, видели су у истој тој Бугарској највећу опасност по свој национални опстанак. Да спрече њено стварање, иако су били незадовољни Берлинским уговором, они су били решени да не допусте никакву измену тог уговора која би створени однос снага пореметила у корист Бугарске.
Успостављање првих званичних, полудипломатских односа између Србије и Бугарске остварено је с јесени 1879. Као аутономна кнежевина, Бугарска није имала право дипломатске репрезентације на страни. С тим су биле сагласне све велике силе. Бугарска влада могла је закључивати само споразуме и уговоре трговинске природе. Односи између двеју словенских држава добијали су много тиме што је постојало лично пријатељство између њихових владара. Оно је у почетку почивало на узајамним симпатијама, а касније, кад је кнез Александар I Батенберг дошао у сукоб с Русијом, појавила се једна политичка основа. Противно вољи кнеза Александра I Батенберга, а понекад и без његовог знања, у Бугарској су се дешавале ствари које су временом сасвим затровале односе између Србије и Бугарске.
Средином 1882. године, тек што је Аустроугарска угушила устанак у Босни и Херцеговини, дознало се у Београду да руски агенти у Бугарској врбују добровољце и организују њихово пребацивање преко Србије у Босну. Чета добровољаца (углавном Црногораца) са транспортом оружја ухваћена је на српској територији. Крајем маја краљ је наредио да се уложи оштар протест код др Кировића — првог бугарског агента у Београду, у случају да се ствар понови. Инцидент је некако изглађен, и краљ је вратио посету кнезу Александру I Батенбергу у Рушчуку почетком октобра исте године.
После угушења радикалске Тимочке буне 1883. године од стране војске, мањи број бунтовника успео је да се склони у Бугарску. Тамошње власти показале су се исувише предусретљиве према њима; дозволили су им да се настане у близини српске границе, одобриле им слободу кретања и пружале новчану потпору — у чему се посебно истакао Словенски добротворни комитет у Петрограду. Радикалски првак — Никола Пашић настанио се у Софији код вође бугарских радикала — Николе Сукнарова. Емигранти су одмах успоставили тајну везу са земљом; слали су поруке својим пријатељима, претње противницима, а с пролећа 1884. године почели су растурати и бунтовне прогласе. Дошло је и до мањих разбојничких дела у близини границе која су њима прописана. После тих инцидената српска влада добила је обавештење да се спрема истовремени упад чета из Бугарске и из Црне Горе ради дизања нове буне финансиран од стране Русије. Председник нове напредњачке владе — Милутин Гарашанин затражио је од бугарске владе да преузме енергичне мере против емиграната.
Кнез Милош је тридесетих година купио једно имање код Брегова на Тимоку, које се налазило на левој, српској страни реке. Кад је Тимок променио свој ток имање је доспело на десну, турску и после бугарску, страну. Имање је то, природно, сматрано и даље као српско и на њему је била подигнута једна стражара. Године 1884. Бугари су затражили, да се српска стража повуче одатле, пошто Брегово припада бугарском државном подручју, па кад Срби нису на то пристали они су 22. мајa 1884. заузели то имање силом. Србија је на то упутила ултимативни захтев да се Бугари повуку одатле и да испуне и српска тражења о уклањању емиграната са границе. Бугари на то нису хтели пристати и због тога је Србија 28. мајa прекинула дипломатске односе с њима. Заступање српских интереса поверено је грчком дипломатском агенту.
Берлински уговор одвојио је од Бугарске Источну Румелију, која је по Санстефанском уговору била с њоме спојена. Бугарска је начињена вазалном кнежевином, а Источна Румелија аутономном облашћу Отоманске империје. Источном Румелијом управљао је генерални гувернер, кога је постављала Порта по договору са великим силама. У тој области није било турских трупа; унутрашњи ред и мир чувала је народна војска. Да би се остварило уједињење две бугарске државе створен је 26. јула 1885. године у селу Дермендере, „Тајни одбор за уједињење обеју бугарских земаља”, на чијем челу је био бивши професор гимназије у Пловдиву, Захарије Стојанов. 6. септембра 1885. године, у Источној Румелији избила је буна. Један одред народне војске ушао је у Пловдив, збацио генералног гувернера, и прогласио уједињење Источне Румелије с Бугарском. Привремена влада, која је одмах образована, позвала је депешом Александра I Батенберга, бугарског кнеза, у Пловдив. Румелиотима је уједињење лако пошло за руком јер се одвајањем Источне Румелије од Турске није имало шта кидати, веза између те две земље постојала само на хартији. Једина веза између Турске и Румелије била је та што су решења донесена у „Обласној скупштини” која се налазила у Пловдиву, морала бити потврђена од стране султана, али их је више пута одбацивао незадовољан њиховим радом. 9. септембра 1885. године кнез се појавио у Пловдиву на опште одушевљење тамо присутног живља.
По подне 9. септембра 1885. године одржана је седница у Београду. На седници су донете одлуке које су имале да доведу земљу у стање приправности за рат. Наређена је мобилизација војске; сазвана Народна скупштина за 19. септембар у Нишу, првенствено, да се краљу одобри подизање ратних кредита; обустављена је слобода говора и штампе. Тим мерама иностранству је јасно стављено на знање да је Србија решена да одржи status quo створен Берлинским уговором, или, ако је немогуће, да себи прибави територијалну надокнаду.
19. септембра 1885. године у Нишу се састала Народна скупштина. У престоној беседи, краљ је говорио како је равнотежа, успостављена Берлинским уговором, од стране великих сила, поремећена, и да треба, ради одбране равнотеже, ступити у акцију, односно ратовати. Али с киме — то није нигде напоменуо. Скупштина је у патриотском одушевљењу, једногласно, подржавајући краља, усвојила владине предлоге.

## Припреме за рат
Србија није закључила савез против Бугара ни с једном балканском државом. Стање српске војске било је врло рђаво. Сем што није имала добра одела, војсци је недостајало и муниције и других потреба. У рат се ушло са стајаћом војском и неколико пукова прва два позива, јер краљ није имао поверења у све резервисте из народа. Војска је била рђаво вођена, са слабим заповедницима, а у рат је ишла без имало одушевљења. Није била ни довољно извежбана, нарочито не у руковању новим пушкама. Артиљерија је била потпуно застарела и истрошена у прошлом ратовању с Турцима. Врховна команда налазила се у рукама краља Милана, који није био никакав војник и који је иначе, по својој природи, био најмање погодан за то место.

### Дипломатски смисао
Одмах после пловдивског преврата, краљ Милан је понудио савез Румунима, који су га одбили. Грци су тражили сами споразум, али споразум с њима краљ Милан није хтео. Српски и грчки планови нису се поклапали. Грци су спремали рат с Турцима; Срби са Бугарима. С Црном Гором нису вођени никакви преговори.

### Финансијски смисао
У државној каси није било више од 60.000 динара. Сви трошкови ратне спреме покривени су из нарочитог зајма, познатог под именом „дуванске ренте”. 1884. године био је установљен само делимични монопол дувана, — монопол његове трговине. Законом од 22. септембра 1885. године, створен је потпун монопол. Сав приход од монопола дувана служио је као залога за исплату годишњинине дуванске ренте, која је износила 2.250.000. динара. Зајам дуванске ренте закључен је код бечке Лендербанке и париског Есконтног контоара.

### Војни смисао
Нов закон о устројству војске од 1883. године био је укинуо народну војску и завео стајаћу. Рат од 1885. године затекао је Србију усред једног прелазног стања, када је српско војно преустројство тек започето, и када је број оних који су служили у сталном кадру, није био већи од 28.000. У тај број улазила су не само она лица која су одслужила пун двогодишњи рок, него и лица која су, на основу нарочитих законских олакшица, провела у сталном кадру само пет месеци или само месец дана, — тзв. „петомесечари” и „једномесечари”. Због недовољног броја ислужених кадроваца, кадровске јединице морале су се попуњавати оним обвезницима I позива који, из финансијског разлога, нису били у своје време регрутовани.

### Пешадијско наоружање
Српска војска имала је нове пушке (Маусер-Миловановић), које су гађале тачно и терале далеко, и које су сматране као боље од бугарских пушака. Али српска војска била је врло мало извежбана у њиховој употреби. Те нове пушке трошиле су, нарочито у рукама неизвежбаних војника, много муниције: требало је барем 15.000.000 фишека. Србија је у рат ушла са 8.700.000 (у току рата крагујевачка фабрика направила је још 300.000).

### Топови
Топови нису ваљали. Нове топове које је Србија поручила у Француској, и који су се пунили остраг, — тзв. „острагани”, — нису стигли. Стари топови пунили су се спреда, били искварени у току турских ратова (1876—1878), и нису гађали тачно.

### Подела војске
По устројству од 1883, војска се делила на три позива. III позив служио је за „одбрану земље”. Стога је ваљало мобилисати цео I и II позив. Од обвезника I позива који су прошли кроз касарну, мобилисани су сви, али од оних који нису прошли кроз касарну, мобилисан је само један део. Од II позива, који је бројао петнаест пешадијских пукова, мобилисано је само шест, — нешто јаче од трећине. Бројна снага мобилисаног I позива, тзв. активна војска, износила је, приближно, 40.000, а бројна снага мобилисаног II позива, 12.000 — укупно око 52.000.
У операцијама против непријатеља употребљене су само трупе I позива; трупе II позива — то су под промењеним именом биле трупе негдашње народне војске, — употребљене су само као посаде и мањи опсервациони одреди. Чак ни сав I позив није бачен на непријатеља. Пет батаљона задржано је у земљи ради унутрашње сигурности, ако би радикали покушали да наново дигну буну.

### Врховна команда и подела команде
Врховни командант био је сам краљ Милан. За начелника штаба узео је министра војног, пуковника Јована Петровића. Био је то добро школован официр, али без већег ратног искуства. За команданте пет дивизија активне војске дошли су људи од којих тројица нису у турским ратовима командовали већим јединицама, а двојица јесу, али без нарочитог успеха. У турским ратовима прочули су се, од команданта, Белимарковић, Протић, и Хорватовић; ниједнога од њих краљ Милан није употребио у бугарском рату.

## Ратна дејства
Дана 2. новембра српске трупе продрле су у непријатељско земљиште негде за 5, негде за 7, негде за 10 km. Отпор су давали махом одељења „ополченаца”, добровољаца, и жандарма. Код српских трупа осећала се лабавост у вршењу наредба и потпуна оскудица у ратног одушевљења. Већ првога дана, иако се праве борбе нигде није било, муниција се трошила немилице. Код команданата опажала се несигурност. Они нису имали добру карту бугарског земљишта. Из непознавање терена команданти су се кретали бојажљиво.
Дана 3. новембра Дунавска дивизија допрла је до Драгоманског теснаца, и отерала непријатеља с најјачег положаја на левој страни теснаца; услед тога непријатељ је напустио, преко ноћи, и остале положаје. Бугари су бранили теснац с малом снагом, и њихов циљ није био да одбију српску војску, него да јој успоре наступање. Моравска дивизија зауставила се код Трна, који није могла заузети. Шумадијска на путу Пирот-Трн, код села Врапче, разбила је јачи бугарски одред од 1200 људи. Овај први озбиљнији судар с непријатељем оглашен је одмах за велику победу.
Дана 4. новембра пред српском војском лежао је отворен пут све до Сливнице. Код тог положаја, иза кога се само на неколико километара налази Софија, вршено је прикупљање бугарске војске. Дунавска и Дринска дивизија с коњичком бригадом стигле су пред Сливницу. Дунавска дивизија заузела је висове Три Уши, који су господарили десним крилом Сливничког положаја. Шумадијској дивизији требало је дан марша до Сливнице. Моравска дивизија, која је 4. новембра ушла у напуштени Трн и почела покрет ка Брезнику, била је два дана марша од Сливнице.
Дана 5. новембра Дунавска и Дринска дивизија с Коњичком бригадом, које су се налазиле код Сливнице, нису мислиле ништа да чине, јер напад на Сливницу био је одређен за сутрадан, док не буду стигле Шумадијска и Моравска дивизија. Тада је Дунавска дивизија с коњицом требало да удари на бугарско десно крило, а све остале три дивизије на бугарско лево крило. Петога новембра Срби су, и без Моравске и Шумадијске дивизије, били јачи од Бугара. Докле су се Срби спремали за борбу шестога, Бугари су је почели петога. Они су напали на лево крило дунавске дивизије и на Коњичку бригаду, која је била уз њу. Да би олакшала положај свог левог крила, Дунавска дивизија уводила је батаљон за батаљоном у борбу. Бугарски напад није попуштао. Онда се ставила у покрет Дринска дивизија и ударила на центар сливничког положаја. Борба се водила све до мрака с великим утрошком пушчане и топовске муниције. Губици су били знатни и на српској и на бугарској страни. Код Срба је избачено из строја око 1200 људи; код Бугара око 600.
Дана 6. новембра стигла је на Сливницу Шумадијска дивизија, али не и Моравска. Моравску дивизију задржала су два бугарска батаљона; она их је разбила, али због борбе с њима није стигла 6-ога на Сливницу. Бугарима су непрестано пристизала појачања. Због недоласка моравске дивизије, српски напад на Сливницу одложен је опет за 24 часа. У врховној команди и у Дунавској дивизији плашили су се да Бугари не заобиђу лево крило и не упуте се у Цариброд. Дунавска дивизија имала је да обезбеђује одступницу; један део своје снаге одвојила је на чување Драгоманског теснаца, и тиме свој положај према Сливници тако ослабила да су Бугари без муке заузели Мека Црева. Дринска дивизија сама је бранила положај; у тој одбрани изгубила је око сто људи, а цео један пук је остао без муниције. Српска артиљерија се поново показала слабија од бугарске. Краљ Милан 6-ога новембра није долазио на позиције. У Цариборду, где је боравила врховна команда, чуло се да су Бугари заобишли лево крило и да надиру ка Цариброду. Краљ Милан је стога одлучио селидбу врховне команде из Цариброда у Пирот. Заједно с краљем отишао је у Пирот и његов начелник штаба пуковник Јован Петровић. Дивизијари су остављени сами себи, свако је радио по својој памети, без обзира на друге.
Дана 7. новембра, изјутра, српске и бугарске снаге биле су углавном једнаке. Све српске дивизије биле су на Сливници. Борбу су почели Бугари, који су већ у 7 сати напали Дунавску дивизију. Она се налазила на левом крилу и држала положај Три Уши. Око пола четири по подне, Бугари су завладали тим положајем и потиснули Дунавску дивизију на Драгомански теснац. За време њиховог напада на Три Уши, коњичка бригада је вршила извиђање у позадини. Дринска дивизија пошла је у помоћ Дунавској, али доцкан, и слабом снагом. Ипак, захваљујући том њеном покрету, притисак бугарски на дунавску дивизију попустио је, и Дунавска, уместо да буде разбијена, повукла се у реду ка Драгоманском теснацу. Дринска дивизија, која је имала је да издржи снажан напада из бугарског центра, остала је у борби до самога мрака. Моравска, која је стигла на Сливницу око 10 изјутра, ступила је одмах у борбу. Докле су Бугари гледали да потисну српско лево крило, Моравска је гледала да разбије бугарско лево крило. Али Моравска дивизија, пошто је део своје снаге одвојила за обезбеђење позадине, имала је бројну јачину једнога пука а не једне дивизије. Њој је била потребна помоћ Шумадијске дивизије, која је била постављена између ње и Дринске. Шумадијска дивизија није јој притекла у помоћ на време ни с довољном снагом. Између Моравске и Шумадијске дивизије није било праве везе у раду. Због тога Моравска дивизија није разбила бугарско лево крило, него га је само мало потисла. Заузети и на десном крилу, где су били нападачи, и на левом крилу, где су били нападнути, Бугари су јако ослабили свој центар. Шумадијска дивизија хтела се користити тиме да пробије бугарски центар. Ни овде њена радња није била довољно брза и енергична, и зато је према бугарском центру постигнут само делимичан успех. Изузимајући Дунавску дивизију, која се стала повлачити око пола 4 по подне, остале дивизије издржале су у борби све до мрака. Битка од 7. новембра била је најкрвавија у целом рату. Српска страна имала је избачених из строја 2200 људи, бугарска 1800. Сав успех Бугара састојао се у томе што су потисли српско лево крило и заузели Три Уши; на свим другим тачкама Срби су или одржали или мало потисли Бугаре. Али, пошто се Дунавска дивизија била повукла на Драгомаснки теснац, ни остале дивизије могле остати на својем месту. Врховна команда наредила је још те вечери опште повлачење са Сливнице. Седмога новембра завршена је тродневна битка код Сливнице српским неуспехом.
Дана 10. новембра, када им је снага нарасла на 40.000 људи, Бугари наново улазе у борбу. Они ударају прво на Дринску дивизију, и одмах је потискују. То потискивање врло је негативно утицало на краља Милана. Истог тог дана, увече, одржан је ратни савет у Цариброду на којем се већина команданата сложила с краљем Миланом да српска војска није више у стању ни за напад ни за одбрану. Стога је одлучено да се војска повуче на границу и ту спреми за крајњу борбу.
Дана 12. новембра Бугари заузимају Нешков вис који је владао Пиротском котлином. На Нешков Вис српска војска поставила је један пук, али без артиљерије. Када су Бугари насрнули на тај пук, четири дивизије, прикупљене на граници, оставиле су га да се сам брани. Нешков Вис је пао, али његова одбрана упамћена је као најлепши пример личног јунаштва који је српска војска дала у бугарском рату. Пошто се посада већ повукла, капетан Катанић остао је сам са својим батаљоном да се и даље бори. Рањен са пет места од куршума и од бајонета, он се гушао с бугарским војницима који су хтели отети српску пуковску заставу. Савладан је и заробљен, али застава је спашена.
Дана 13. новембра стигле су остале бугарске трупе. Бугара је било између 50 и 60.000; Срба око 20.000. Скоро три пута слабији од Бугара, Срби су имали да бране целокупност свог земљишта. Осетила се оскудица пешадијске муниције.
Дана 14. новембра бугарска војска прелази границу. Наишла је само на српске предстраже, које су имале наредбу да се повлаче ако би непријатељ наступао. Улазак у Пирот бранио је само један батаљон и две батерије. Српска војска одбијала је нападе два и по сата. Бугари су продрли у Пирот тек пошто је пао мрак. Неколико минута касније по заузећу бачен је у ваздух барутни магацин. Бугарска војска, ушавши у Пирот, изложила се ватри с бока и у леђа. Она се није могла одржати у том положају и Срби су је 15. новембра пре подне успели избацити из Пирота.
Дана 15. новембра уместо да наново ударе на изгубљени Пирот, Бугари су почели напад на висове који су владали Пиротом. Борба се водила готово цео дан. Бројно надмоћни, Бугари су потисли српску војску с висова и Пирот је опет био њихов. Иако није разбијена, српска војска постала је неспособна за даље ратовање. Оскудица пешадијске муниције осећала се јако; свим командантима је наређено да штеде метке. У Пиротској бици, Срби су имали 1258 људских губитака, Бугари 1112. Пиротском битком завршен је српско-бугарски рат.

## Злочини у пиротском крају током рата
Пљачкања, паљевине, силовања сељанки и робљење сељака обележили су наступање бугарске војске преко српске територије до Пирота, а нарочито су систематично опљачкана поседнута погранична села. Из њих, али и оних дубље на српској територији одвођени су и одношени ситна и крупна стока, живина, кошнице, житарице, сено, слама, алкохол, гвоздени алат, коњски улари, те ситно и крупно покућство.
Насиље почело је одма на преласку границе. У селу Росомач ухватили су Видава Колчића, везали га, па онда претресали по недрима и свуда, док су нашли и отели му 40 дук. ц.; 8. турских златних меџедија.
У селу Височка Ржана су покрали све вредно из манастира Свете Богородице а затим су спалили локалну механу после обављене пљачке. Из ове механе однели 800 кила вина и ракије, 20 кила шећера, 15 кила кафе, два чабра сира, један чабар туршије, две каце кисела купуса; и од коњушнице 10 хиљада кила сена и хиљаду кила јечма. Из куће Ћире Манчића, однели су сву кућну имовину: 40 кила бакра разних судова,; 300 кила сира, 100 кила масла, 30 кила масти, 30 кила пастрме, 400 кила пшенице, 300 кила јечма, 200 кила пасуља, 90 пари чарапа, 60 пари кошуља мушких и женских, 32 пара хаљина женских и мушких, 50.хиљада кила сена, 30 хиљада кила, сламе и 150 брава оваца.
У селу Дојкинци су опљачкали кућу општинског суда а затим отишли у кућу попа Илије. У његовој кући су украли све новце које је поп имао, укључујући стоку а напослетку су попадију силовали. На крају су оружјем окупили сељаке и изнудили новац од њих.
У селу Велика Лукања, такође похватали све коње, и које овде, које из околине саставили 70. коња, па онда опљачкали у селу сав прибор и опрему коњску, тако да сељацима није остало ни једног коња за најнужније домаће потребе. С оружјем напали на кућу Пејче Марића и кад су га уклонили из куће, поразбијали сандуке и из истих и окупили све ствари за одело, преобуке, чарапе и 30. динара новаца, и на послетку злостављали и силовали његову жену Ану; у кући Ћире Пешића ухватили његову жену Марушку, снаху Јеку и Јордану девојку од 12—14 година и силовали их док их сељаци нису спасили.
У Рсовцима су узимали сву храну од сељака а затим је тим истим људима продавали касније због новца.
У селу Петровац, (раније Смрдан) су упали у кућу Мике Лилића, кога су оружјем истерали напоље, а његову снаху Стамену силовали. Покупили и однели сво одело; поразбијали све подруме и вино испросипали; покупили и однели сав сир и масло колико год је било у селу,; све кошнице пчела у саћу, којих је било преко стотине, однели; сва дрвена кола која су нашли су спалили за огрев; отровали све домаће псе који су дизали лавеж кад они ноћу пођу да краду и напаствују куће. Овде су харали бугарски официри: мајор Киш, капетан Моров, капетан Никушов и поручници: Марков, Збов, Кабакџија, Брнов, Костов, Пишов, Кутов, Маров, Ростмитери, Ладеншов и Михаилов.
У селу Чиниглавци, после битке на Нешковом вису, улазећи y село пуцали из пушака док се свет разбегао, па онда јуришали по кућама да пљачкају. Затекли и ухватили Ану, жену Веље Пашића, и како нису могли да нађу њену ћерку, силовали је. Преко 15 подрума су разбили, сво вино и ракију нешто попили а остало просули; покупили сво жито: 10 хиљада кила јечма који су однели у Пирот; утолико кила кукуруза, који су однели у Coфију, и преко 60 кола сена. Отели испред чобана 300 брава оваца, 12 коња и 4 говеда.
У Крупцу су запалили 7 појата, узели преко 40 грла говеди и преко хиљаду оваца, а по селу убили преко 60 крупних свиња. ту је било жита 30 хиљада кила, кукуруза 20 хиљада кила, колико је год било побрали, на што је њима за храну требало задржали, а остало све отерали y Бугарску. Сељани су посакривали своје жене, ћерке и мајке од Бугара.
У селу Расница је дошло 3 пука бугарске војске где су покупили и одвели 300 кола сена, 10 хиљада кила јечма, 40 хиљада кила кукуруза, не остављајући ни зрна. Силовали су старицу, Стевану жену Петра Јовановића од 70 година и Петрију која је имала 12 година.
Бугари су харали и по селима: Добри До, Сопот, Нишор, Присјан, Ореовица, Градашница, Бериловац, Басара, Пољска Ржана, Трњана, Велико Село, Велики Јовановац, Срећковац, Планиница, Милојковац.

## Примирје
Дана 12. новембра, силе Тројецарског савеза предложиле су Србима и Бугарима примирје. Прву мисао о примирју имала је Русија. Она се бојала да Срби не потуку Бугаре; сматрала је краља Милана као главну сметњу примирја, и предлагала да Тројецарски савез нарочито на њега дејствује. Аустроугарска није се журила с његовим извршењем све док краљ Милан између седмог и осмог није затражио примирје. Бугарима се није свиђао предлог Тројецарског савеза, али га нису смели отворено одбити.
Дана 15. новембра ујутру, тек пошто је други дан Пиротске битке почео, на фронту се јавио гроф Кевенхилер, аустроугарски посланик у Београду. Он је ишао у бугарску врховну комадну, да склони кнеза Батенберга на примирје. По упутствима грофа Калнокија, Кевенхилер је имао да каже Батембергу да Аустроугарска неће допустити да Србија дође у тежак положај, јер би то узбунило становништво Хабзбуршке монархије. Ако се пак Аустроугарска умеша у српско-бугарски сукоб, умешаће се и остале силе.
Дана 16. новембра Кевенхилер се видео с Батенбергом у бугарском главном штабу. Разговор између Кевенхилера и Батемберга трајао је скоро сат. Кнез је након дужег размишљања пристао на примирје.
Прекид непријатељства затекао је Бугаре на српском земљишту као господаре Пирота. У накнади зато, она српска војска која је почетком рата управљена ка Видину, продрла је је у бугарско земљиште до самога Видина. Она је тај град опсела, али га је у тренутку примирја још није узела. Положај Бугара утолико је био бољи од српскога; они су узели Пирот, а Срби нису успели заузети Видин.
О примирју Србија је, првобитно, преговарала непосредно с Бугарима, али није се могла погодити. Срби су говорили само о закључењу примирја, а не и о закључењу мира. Бугари су се бојали да Срби не траже примирје само тога ради да би се спремали за продужење рата. Затим, они су тражили да се српска војска која је држала Видин у опсади, повуче с бугарског земљишта. Срби су тражили да се исто тако и бугарска војска која је ушла у Пирот, повуче са њиховог земљишта. Најзад, на позив српске владе, умешале су се велике силе. Од њихових војних аташеа у Бечу образована је комисија која је, као неки изборни суд, имала да реши питање о примирју. Гарашанин је изјавио да ће примити решење те комисије, уколико се буду тицала војних услова примирја. Бугарска влада тражила је да од сила да се обавежу да ни у ком случају неће допустити Србији продужење рата. Аустроугарски заступник је саопштио бугарској влади да за примирјем има да дође мир, и да ће Аустроугарска, као и остале силе, учинити све што може само да спречи продужење рата

## Мир
При крају јануара 1886. године у Букурешту су почели преговори о миру на предлог Русије, велике силе захтевале су да се не узима у претрес „оно стање ствари које је пре рата постојало на основу Берлинског уговора”. Бугарска је тражила од Србије да јој плати ратну штету. Русија је сматрала бугарски захтев оправданим. Аустроугарска је тврдила да Србија нема одакле да плати ратни штету; аустроугарско гледиште прихватиле су Немачка и Велика Британија, и под притиском те три силе, Бугарска је попустила. Одричући се ратне одштете, Бугарска је захтевала од великих сила да у надокнаду за то одобре њено уједињење са Источном Румелијом. Силе су обећале да ће то учинити. Српска влада предложила је да се цео уговор мира сведе на једну тачку: „Мир који је прекинут између Краљевине Србије и Кнежевине Бугарске 2. новембра 1885, повраћа се од дана измена ратификација овог уговора, која ће бити у Букурешту”.
Дана 17. фебруара 1886. потписан је у Букурешту мир, а сутрадан је Србија започела демобилизацију.

## Реакција у Србији и последице рата
Српски пораз натерао је Аустроугарску да крене у акцију. Дана 28. новембра, бечки амбасадор у Београду, гроф Рудолф од Кевенхилер-Меча, посетио је штаб бугарске војске и захтевао прекид војних дејстава, претећи да ће се у супротном бугарске снаге суочити са аустроугарским трупама. Прекид ватре је потписан 28. новембра, али то није спречило Србе да наставе безуспешне покушаје да освоје Видин са идејом да га касније искористе у преговорима, чак и након што су војне активности престале на захтев њиховог савезника. У Букурешту је 3. марта 1886. потписан мировни уговор. Према његовим условима, никакве промене се нису смеле вршити дуж бугарско-српске границе.
Рат је био важан корак у јачању међународног положаја Бугарске. У великој мери, победа је сачувала бугарско уједињење. Пораз је оставио трајни ожиљак на српску војску, коју је српски народ раније сматрао непораженом. Извршене су амбициозне реформе војске (које су касније, делом, допринеле крају династије Обреновић).
Лоша процена и лоше вођство краља Милана се генерално сматрају главним разлозима за пораз Србије у сукобу. Милан је веровао да ће сукоб подразумевати „шетњу до Софије” и тако је окупио само једну трећину људства српске војске, јер је био у сталном страху од могућих завера против њега и желео је да остатак војске задржи унутар граница Србије. Милан је одлучио да објави рат по сопственом личном хиру и на основу сопственог тумачења услова Берлинског конгреса. Истакнути српски државник и политичар Стојан Новаковић и други српски политички прваци нису делили краљево одушевљење за рат. Новаковић се залагао за постизање мирног решења са Бугарима и сматрао је да балканске земље треба да сарађују, као што је то било за време владавине кнеза Михаила Обреновића . Новаковић је критиковао Миланов поступак као ауторитаран, претенциозан и неутемељен на чињеницама.
Српско становништво је углавном било без ентузијазма и није подржавало рат и није разумело разлоге за рат. Према речима академика Слободана Јовановића, српско становништво је сукоб посматрало као Миланов „кабинетски рат”. Политичар Милан Пироћанац сматрао је да Милан није започео рат из патриотских разлога, већ да је желео да обезбеди средства из иностранства како би отплатио своје бројне дугове према Аустроугарима. Један број српских официра и државних службеника био је против рата, описујући Бугаре као српске „комшије” и „православну браћу”. Академик Милан Ђ. Милићевић је испричао да су многи Београђани протестовали против рата и прокоментарисао да су Срби и Бугари скоро исти народ. Миланова супруга Наталија Обреновић је такође била против рата. Најпопуларнија странка у Србији, радикали, били су изразито против рата. С друге стране, део српског војног естаблишмента је у потпуности подржавао ратне напоре, наводећи бугарске злочине над српским цивилима, укључујући убиства, крађе и силовања, у јужној Србији и територији коју је српско руководство називало Старом Србијом, која је још увек била под османском контролом. После рата, Милан је преусмерио пажњу на данашњу Северну Македонију, где су српски и бугарски интереси били у сукобу. Српска војска и политичка елита су извукле бројне поуке из рата и приступиле модернизацији и прилагођавању војске и њене тактике захтевима савременог ратовања.

## Занимљивости
У појединим медијима дешавања око проласка конвоја Црвеног крста представљена су уз обиље нетачности. Наводи се да је војна команда Србије прекинула ратовање на један дан да би међународни Црвени крст прошао преко Србије до бугарских положаја и збринуо рањенике. Према њима чак и данас у холу зграде Црвеног крста у Женеви стоји табла: „Буди тако хуман, као што је била хумана Србија 1885. године”. Упркос овим наводима, нема никаквих доказа да је ова табла икада постојала.
Догађаји које медији описују одвили су се на следећи начин. Србија је 22. децембра одобрила пролаз конвоју помоћи Црвеног крста који је кренуо у Бугарску, посебно кроз део од Ниша до бугарске границе где није постојала пруга, а примирје које је тих дана (21. и 22. децембра) ступило на снагу није било потписано из хуманитраних већ из војних и дипломатских разлога, и није трајало један дан него све до 1. марта 1886. године. Извештаји Црвеног крста, као и британске и аустријске организације, недвосмислено сведоче о томе да је чин Србије био частан и да представља преседан.

## Битке
| Битка                  | Година                | Српски командант     | Бугарски командант       | Резултат        |
| ---------------------- | --------------------- | -------------------- | ------------------------ | --------------- |
| Битка на Одоровци      | 2. новембар 1885.     |                      |                          | Српска победа   |
| Битка код Банског дола | 2. новембар 1885.     | Стефан Бинички       | Андреј Букуршлиев        | Српска победа   |
| Битка за Тран          | 3. новембар 1885.     | Петар Топаловић      | Никола Генев             | Бугарска победа |
| Битка код Драгомана    | 3. новембар 1885.     | Петко Стојанов       |                          | Нерешен исход   |
| Битка код Колунице     | 3. новембар 1885.     | Петар Топаловић      | Стојан Филипов           | Бугарска победа |
| Битка код Врапча       | 3. новембар 1885.     | Стефан Бинички       | Никола Генев             | Бугарска победа |
| Битка код Куле         | 4. новембар 1885.     | Краљ Милан Обреновић | Александар I Батенберг   | Српска победа   |
| Битка код Сливнице     | 5—7. новембар 1885.   | Краљ Милан Обреновић | Александар I Батенберг   | Бугарска победа |
| Битка за Брезник       | 6. новембар 1885.     | Петар Топаловић      | Стефан Кисов Иљо Војвода | Српска победа   |
| Битка за Белоградчик   | 6. новембар 1885.     | Паја Путник          | Панајот Дворјанов        | Бугарска победа |
| Битка код Гургулјата   | 7. новембар 1885.     | Петар Топаловић      | Христо Попов             | Српска победа   |
| Битка код Цариброда    | 11—12. новембар 1885. |                      | Васил Делов              | Бугарска победа |
| Опсада Видина          | 12—16. новембар 1885. | Милојко Лешјанин     | Атанас Узунов            | Бугарска победа |
| Битка код Цариброда    | 14. новембар 1885.    | Милутин Јовановић    | Христо Попов             | Српска победа   |
| Битка за Пирот         | 14—15. новембар 1885. | Краљ Милан Обреновић | Александар I Батенберг   | Бугарска победа |
| Битка код Акчара       | 14—17. новембар 1885. |                      | Георги Тодоров           | Бугарска победа |

## Галерија
- Српско-бугарски рат пољска болница
- Сабља династије Обреновић са мотом династије на латинском исписаном на сечиву
- Споменик палим борцима – Трн
- Споменик палим борцима – Трн
- „Споменик капетана“, Сливница
- Нови споменик - српско-бугарског рата на путу Е80 код Сливнице
- Споменик палих ратника у Сливници
- Споменик палим ратницима – Плевен
- Костурница погинулих у бици код Алдомировци
- Костурница погинулих у бици код Алдомировци
- Меморијал „Мајка Бугарска” погинулим Бугарима у бици код Гургутла
- Споменик палим у Брезнику
- Споменик Тодору Стаменићу, двориште Конак кнеза Милоша у Топчидеру
- Споменик бугарском војнику у част оних који су погинули у српско-бугарском рату, Русе